# Бим, Бам, Бом и волк
«Бим, Бам, Бом и волк» — советский кукольный мультипликационный фильм, снятый режиссёром Лидией Суриковой в 1974 году на студии Творческого объединения «Экран». Создан на основе спектакля Латвийского государственного театра кукол.

## Сюжет
Мультфильм по мотивам одной из самых популярных детских сказок «Три поросёнка» для детей и взрослых. Однако, содержит отличия от классической сказки, что иронично подчёркивается в одном из музыкальных номеров. В финале волк отказывается от идеи съесть поросят и выбирает питаться пирожками. Однако происходит это только после того, как поросята пленили Волка и заставили его работать сторожем.

### Музыкальные номера
Музыкальные номера, особенно в исполнении Клары Румяновой, неоднократно издавались в СССР на грампластинках, обычно, в сборниках исполнительницы («В мире много сказок», «Поёт Клара Румянова» и подобных). Последнее, на данный момент, переиздание было осуществлено фирмой «Мелодия», в виде цифрового релиза «Мелодия детства» в 2015 году.
Всего в мультфильме звучат четыре вокально-инструментальных номера:
1. «Мы два красивых поросёнка...», песенка Бама и Бома.
2. «Волку очень нелегко прожить...», песенка Волка.
3. «Ни кола, ни двора», песенка Бама и Бома.
4. «Притворная песня волка (Я бедная овечка, бреду я издалечка...)», песенка Волка.

## В ролях
| Актёр             | Роль |
| ----------------- | ---- |
| Мария Виноградова | Бим  |
| Галина Иванова    | Бам  |
| Клара Румянова    | Бом  |
| Анатолий Кузнецов | Волк |

## Создатели
- Автор сценария: Ирина Пивоварова[9]
- Режиссёр: Лидия Сурикова
- Художники постановщики: П. Шенхоф, В. Василенко
- Оператор: Янис Милбретс
- Композитор: Игорь Ефремов[1][4]
- Автор песен: Роман Сеф
- Звукооператор: Виталий Азаровский
- Монтажер: Нина Бутакова
- Редактор: Валерия Коновалова
- Директор: С. Плугатарь

## Адаптации
Мультфильм является адаптацией кукольного спектакля, который, в свою очередь, является незначительно изменённой сказкой «Три поросёнка». Однако мультфильм, в свою очередь, был адаптирован для другого медиа — книга для детей «Три поросёнка: по мотивам мультфильма „Бим, Бам, Бом и Волк“».